# Gundaling
Gundaling is een bestuurslaag in het regentschap Dairi van de provincie Noord-Sumatra, Indonesië. Gundaling telt 1104 inwoners (volkstelling 2010).